# Kilbeggan
Kilbeggan (irisch Cill Bheagáin) ist eine Kleinstadt mit 1575 Einwohnern (Stand 2022) im County Westmeath nördlich von Tullamore in der Republik Irland. Sie ist heute auch als Whiskeystadt bekannt.

## Geschichte
Urgeschichtliche Spuren finden sich im Crannóg von Newtownlow.
Im Jahre 600 wurde durch den Hl. Becan ein Kloster gegründet und nach dem Verfall um 1200 durch Zisterzienser aus Mellifont wiedererrichtet (Kilbeggan Abbey). Mit der Auflösung der Klöster in Irland im 16. Jahrhundert fiel ein Großteil des Besitzes an die Familie Lambert. 
1757 wurde in Kilbeggan die Brunsna Distillery eröffnet. Ein Seitenarm des Grand Canal (Irland) von Tullamore aus war von 1835 bis 1944 in Betrieb. Um 1860 übernahm John Locke die örtliche Whiskeybrennerei und benannte sie in John Locke & Co. um. Die Marke Locke's wurde schnell international bekannt, verlor aber unter anderem durch Markenfälscher zu Zeiten der Prohibition in Amerika ihren Ruf. 1953 schloss die Brennerei. 1987 kaufte die Cooley Distillery die Rechte an dieser Brennerei und deren Whiskey. 2007, im Jahr des 250-jährigen Jubiläums, wurde der Brennbetrieb wieder aufgenommen. Damit ist dies die älteste lizenzierte Whiskey-Destillerie weltweit.
Die alten Gebäude dienen heute zum Teil als Fasslager für Whiskeys der Marken Kilbeggan, Locke's  und Connemara. Daneben kann auch das Museum Locke’s Distillery besucht werden. In der alten stillgelegten Destillerie werden die historischen Anlagen gezeigt und Informationen zur Geschichte des Whiskeys gegeben.

## Persönlichkeiten
- Seán Keegan (1930–2007), Politiker